# Кампуш, Наташа
Ната́ша Мари́я Ка́мпуш (нем. Natascha Maria Kampusch; род. 17 февраля 1988, Вена, Австрия) — австрийская телеведущая и писательница, известная своим похищением, которое в марте 1998 года совершил Вольфганг Приклопиль. Кампуш провела в плену у него более восьми лет. 23 августа 2006 года она сбежала, после чего Приклопиль покончил жизнь самоубийством. В 2008 году Кампуш вела собственную программу на телевидении Natascha Kampusch trifft. В 2010 году вышла её автобиография «3096 дней». Мать Наташи, Бригитта Сирни, также опубликовала книгу о своей дочери.

## Детство
Наташа Мария Кампуш родилась 17 февраля 1988 года в венской больнице «Гёттлихер Хайлянд». Её матерью была Бригитта Сирни (нем. Brigitta Sirny), урождённая Кампуш, отцом — Людвиг Кох (нем. Ludwig Koch). Кох работал в собственной булочной, унаследованной от отца Людвига Коха-старшего (ум. 1988). У Наташи были две совершеннолетние единоутробные сестры Клаудия (род. 1968) и Сабина (род. 1970), а также пять племянниц и племянников. Девочке дали имя Наташа в память о деде по отцовской линии, проведшем пять лет в советском плену после Второй мировой войны.
Родители девочки развелись, когда ей было 5 лет. В год похищения Кампуш училась в 4-м классе начальной школы «Бриошивег Фольксшуле». После уроков она проводила время в детском саду «Альт Вин», который посещали дети до 10 лет.
В прессе часто появлялись сообщения о том, что в ранние годы Кампуш подвергалась насилию со стороны родителей (и в особенности матери), её детство было тяжёлым и несчастливым. Людвиг Адамович-мл., австрийский юрист, сказал, что «время, которое Кампуш провела в заключении, возможно, было лучше для неё, чем то, что она испытала прежде». Бригитта Сирни опровергла данное заявление и оповестила о желании подать в суд на Адамовича. Кроме того, политик Мартин Вабль обвинял мать Кампуш в пособничестве похищению дочери и использовании девочки для изготовления порнографических изображений. Согласно автобиографии Наташи, в детстве она страдала энурезом из-за психологических проблем.

## Похищение
За день до похищения Кампуш вернулась домой к матери после каникул, которые она провела со своим отцом в Венгрии. 2 марта 1998 года 10-летняя Наташа вышла из дома в районе Донауштадт Вены, где жила, и пошла в школу. Девочка не вернулась в обычное время, и её мать выяснила, что дочери не было в учебном заведении, после чего обратилась в полицию. 12-летняя свидетельница сообщила, что видела, как двое мужчин закинули Наташу в белый микроавтобус. Уже после побега Наташа утверждала, что похититель был один, хотя первое время он говорил ей, что имеет сообщников.
Последовала поисковая работа, не принёсшая результатов. Собаки и поисковые команды обследовали территорию, где девочка исчезла, пруды. Было проверено много людей с криминальным прошлым, выдвинуто много предположений о детской порнографии и пересадке органов. У ребёнка был с собой паспорт, и полиция начала поиски в Венгрии, где Кампуш незадолго до похищения отдыхала. Было обследовано 700 автомобилей, включая машину похитителя, Вольфганга Приклопиля, который жил в коммуне Штрасхоф-ан-дер-Нордбан, Нижняя Австрия. Он заявил, что утром 2 марта 1998 года был дома один. Никаких дальнейших расследований предпринято не было. Полиция удовлетворилась объяснением, что микроавтобус используется для перевозки строительных материалов. Были выдвинуты обвинения против семьи Наташи Кампуш, а также конкретно Бригитты Сирни. В 2004 году официальное расследование прорабатывало версию о французском серийном убийце Мишеле Фурнире.

### Плен

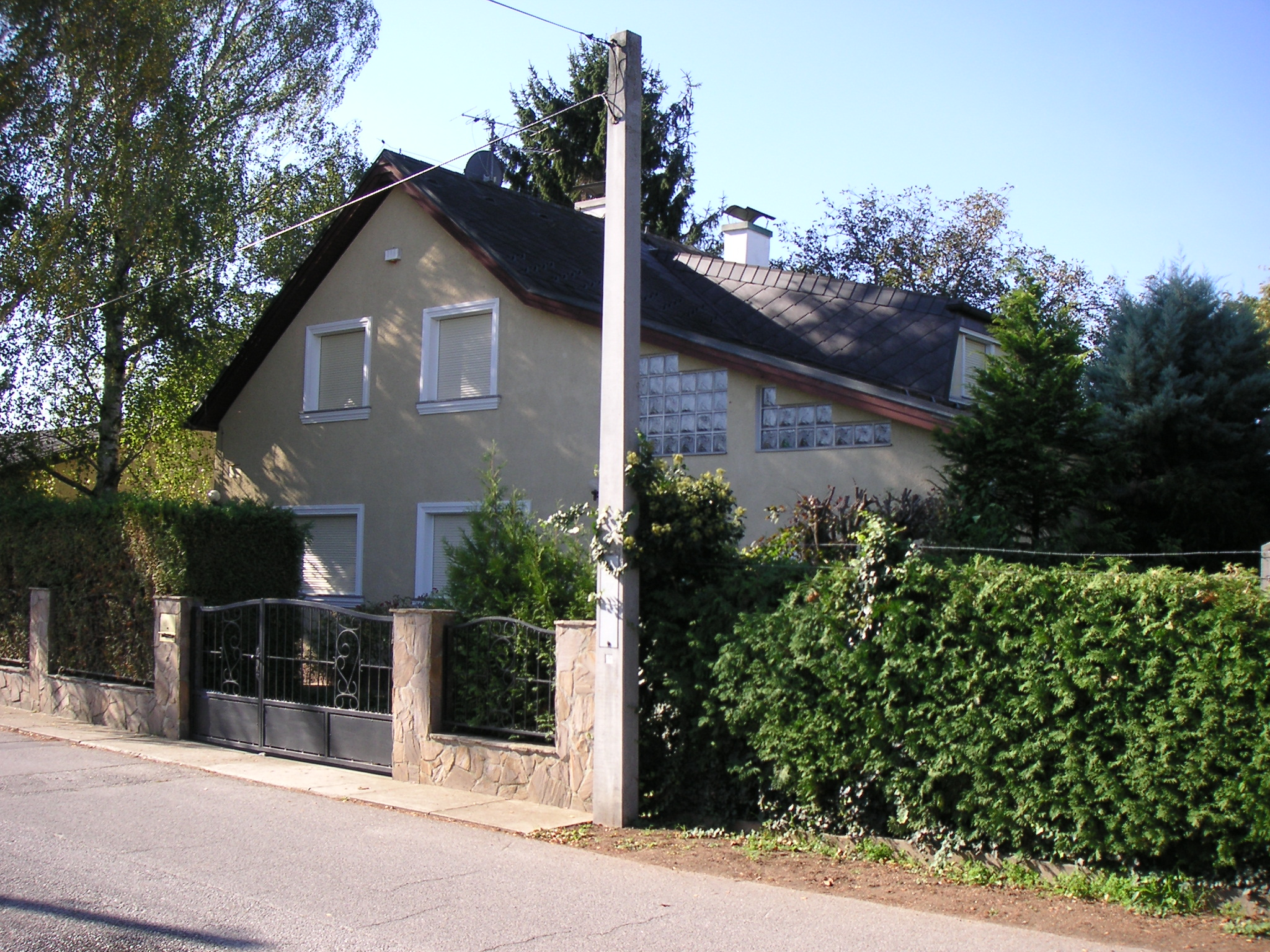
Дом Приклопиля

Приклопиль держал Кампуш в маленькой потайной комнате площадью около 5 м²: 2,78 м в длину, 1,81 м в ширину и 2,37 м в высоту. Комната находилась на глубине 2,5 метров под землёй, не имела окон и была звуконепроницаемой. Она закрывалась тремя дверьми, одна из которых была железобетонной и весила 150 кг. Вход был спрятан за шкафом в гараже Приклопиля. Первые полгода Кампуш не покидала комнату, затем в течение года Приклопиль выпускал её на короткое время. Осенью 1998 года он сделал перестановку в подвале так, как хотела Кампуш. Когда полиция обнаружила подвал, в нём нашли лестницу, кровать, полки и маленькие шкафчики, телевизор, стол и стул, раковину, крючки для одежды, доску объявлений и вентилятор, нагонявший в комнату воздух. Помещение было завалено журналами, книгами, одеждой, ящиками, играми и бутылками с водой.
В июне 2005 года Приклопиль начал разрешать Кампуш прогуливаться по саду. 17 февраля 2006 года похититель позволил ей выйти из дома и искупаться в бассейне, принадлежавшем соседям. Деловой партнёр Приклопиля Эрнст Хольцапфель позже рассказал прессе, что видел Кампуш во дворе Вольфганга. Позднее похититель взял её на прогулку на лыжную базу в окрестностях Вены, но тогда она не имела возможности убежать. В интервью Кампуш изначально отрицала это и, только когда ей были представлены доказательства, признала подлинность данной информации.
В соответствии с официальными показаниями Кампуш, она и Приклопиль каждое утро вставали рано и завтракали вместе. Похититель давал ей книги, чтобы она могла учиться. Позже, когда она рассказывала об этом, Кампуш сказала, что не чувствует, что пропустила что-либо в течение времени похищения. Она отметила: «Я избежала многих вещей, я не начала курить или пить и не попала в плохую компанию». Тем не менее, она заявила, что «всегда думала: вряд ли я выйду на свободу — может быть, я так и останусь взаперти и моя жизнь будет полностью разрушена. Я впадала в отчаяние от такой несправедливости. Я всегда чувствовала себя жалким цыплёнком в курятнике. Вы видели место моего заточения по телевизору, так что вы знаете, каким оно было маленьким. Это было место отчаяния». Представитель Кампуш в интервью рассказал, что Приклопиль «мог избить её до такой степени, что она еле могла ходить. Избив Кампуш, Приклопиль пытался её успокоить, затем брал фотоаппарат и фотографировал [свою жертву]».
Приклопиль говорил Кампуш, что двери и окна в доме заминированы и что он убьет её и себя, если она попытается сбежать. Одно время девушка думала отрубить ему голову топором, но быстро отвергла эту идею. Она также пыталась громко шуметь первые годы заточения. О своих отношениях с Приклопилем Кампуш сказала, что «всегда чувствовала, что она сильнее», заявив, что посылала его в супермаркет за покупками и убеждала отпраздновать Рождество. В интервью газете The Mail on Sunday 17 сентября 2006 года Кампуш отметила, что много раз имела возможность убежать. Она рассказала, что Приклопиль даже «советовал» ей, как можно это сделать. Соседи говорили журналистам, что видели, как Приклопиль обедал в ресторане, в то время как она ждала его около машины.

### Побег
23 августа 2006 года Кампуш пылесосила машину своего похитителя BMW 850i в саду. В 12:53 потенциальный покупатель машины позвонил Приклопилю на мобильный телефон, и Вольфганг отошёл, чтобы ему не мешал шум, издаваемый при уборке. Кампуш оставила пылесос включённым и убежала, незамеченная Приклопилем. Кампуш пробежала через сады и улицу на расстояние около 200 метров, перепрыгивая изгороди и прося прохожих позвонить в полицию. Минут через пять она постучала в окно 71-летней соседки, названной в прессе как Инга Т. (нем. Inge T.), и сказала: «Я — Наташа Кампуш». Женщина позвонила в полицию, которая приехала в 13:04. Кампуш была доставлена в полицейский участок города Дойч-Ваграм. Наташу опознали по шраму на теле, паспорту, который позднее нашли в её комнате, и тесту ДНК. Девушка была в хорошем физическом состоянии, несмотря на то что выглядела бледной, дрожала и весила всего 48 кг при росте 157 см (всего на 3 кг больше, чем в 1998 году при росте 142 см).
Приклопиль, поняв, что полиция преследует его, бросился под поезд Венский S-Bahn около Северного вокзала в Вене. Он скончался в 20:59 23 августа. Предвидя своё самоубийство, он говорил Кампуш, что «они никогда не поймают его живым».

## Дальнейшая судьба
В газетах BBC News и ABC News высказывалось предположение, что Кампуш страдает стокгольмским синдромом. В документальном фильме «Наташа Кампуш: 3096 дней в плену» (англ. Natascha Kampusch: 3096 days in captivity) она сказала, что сочувствует своему похитителю. По словам полиции, Кампуш «безудержно плакала», когда узнала, что Приклопиль мёртв, и поставила ему свечку. В «3096 днях» Наташа отрицает все предположения о стокгольмском синдроме и называет Приклопиля «преступником».
Кампуш также занимается благотворительностью. В 2009 году она перечислила жертве маньяка Йозефа Фритцля, проведшей 24 года в подвале, 25 тысяч евро. В 2008 году Кампуш вступила в организацию защиты прав животных «Люди за этичное обращение с животными», написав министру сельского хозяйства Германии Ильзе Айгнер, что «животные, если бы они могли, сбежали, как я, потому что жизнь в неволе — жизнь, полная лишений. Вам решать, должны ли общительные, умные и замечательные создания быть освобождены от цепей и клеток, где их держат безжалостные люди».
В конце 2007 года Кампуш открыла веб-сайт. С июня по сентябрь 2008 года она вела собственное ток-шоу Natascha Kampusch trifft (в число гостей которого, в частности, входили Штефан Рузовицки и Ники Лауда). Всего вышло три выпуска передачи. Весной 2010 года она окончила среднюю школу. Живёт в Вене. Кампуш увлекается рисованием, фотографированием и разведением кактусов. Дом Приклопиля находится в её собственности.

### Интервью
В своём официальном заявлении она говорит: «Я не хочу и не буду отвечать на любые вопросы о личных или интимных вещах». После побега Кампуш дала интервью австрийской телерадиокомпании Österreichischer Rundfunk. Оно было показано 6 сентября 2006 года после её одобрения. ORF не заплатила за него, но заявила, что все доходы от продажи интервью другим каналам будет перенаправлять Кампуш. Лента была продана более чем в 120 странах по цене 290 евро за минуту. Общая сумма оценивается в сотни тысяч евро. Кампуш объявила, что пожертвует деньги женщинам в Африке и Мексике, пострадавшим от насилия. Газета Kronen Zeitung и новостной журнал NEWS также взяли два интервью у Кампуш. Они были опубликованы 6 сентября 2006 года.
16 июня 2008 года её интервью было опубликовано в газете The Times. Кампуш появлялась в таких документальных сериалах и ток-шоу, как Beckmann, Extra — Das RTL Magazin, On n’est pas couché и Skavlan[≡].

### Книги
- В 2004 году, за два года до побега Кампуш, занимающийся её делом частный детектив Вальтер Пёххакер опубликовал книгу «Случай Наташи Кампуш. Когда полицейские не останавливаются ни перед чем» (нем. Der Fall Natascha. Wenn Polizisten über Leichen gehen), в которой критиковал действия полиции, допустившей, по его словам, множество ошибок при расследовании похищения и по этой причине не сумевшей отыскать преступника[71].
- В 2006 году двумя журналистами, Алланом Халлом и Майклом Лайдигом, была опубликована книга «Девочка в подвале: История Наташи Кампуш». Кампуш сказала, что «в книге много домыслов, не имеющих под собой никаких реальных оснований»[72]. Адвокат Наташи назвал произведение «спекулятивным» и заявил о своём намерении подать в суд на авторов[73].
- В 2007 году Бригитта Сирни представила написанную ею книгу «Моя жизнь без Наташи» (нем. Mein Leben ohne Natascha), рассказывающую об отношениях Сирни и её дочери до и после похищения[74].
- Книга Мартина Вабля, бывшего австрийского судьи и политика, а также одного из лиц, считавших Бригитту Сирни причастной к похищению Кампуш, вышла в декабре 2007 года под названием «Наташа Кампуш и мой путь к истине. Протокол» (нем. Natascha Kampusch und mein Weg zur Wahrheit. Das Protokoll).
- Журналист Мартин Пельц в августе 2010 года опубликовал книгу «Случай Наташи Кампуш. Первые восемь лет уникального похищения в зеркале масс-медиа» (нем. Der Fall Natascha Kampusch. Die ersten acht Jahre eines einzigartigen Entführungsfalles im Spiegel der Medien), анализирующую упоминания Кампуш в СМИ до побега и после[75].
- В 2010 году Кампуш опубликовала автобиографию «3096 дней» в соавторстве с двумя журналистками Хайке Гронемайер и Коринной Мильборн[76].
- В 2013 году отец Кампуш Людвиг Кох опубликовал книгу «Пропала без вести. Поиски Наташи Кампуш её отцом» (нем. Vermisst – Die Suche des Vaters nach Natascha Kampusch) совместно с журналистом Алланом Холлом, написавшим вышеупомянутую книгу «Девочка в подвале: История Наташи Кампуш». В ней Кох обвинил дочь во лжи[77][78].

## В художественной культуре
- В 2006 году Наташа Кампуш была упомянута в тексте песни «Eine Nummer für sich» немецкого хип-хоп исполнителя Bushido. Композиция подверглась критике со стороны Кампуш и слушателей[79].
- 16 октября 2010 года в Венской Академии театра[нем.] состоялась премьера пьесы австрийской писательницы Катрин Рёггла[нем.] Die Beteiligten, основанной на истории похищения Кампуш[80].
- В 2011 году в Австрии вышел фильм «Михаэль», срежиссированный Маркусом Шляйнцером[нем.]. Картина рассказывает об отношениях 35-летнего мужчины и 10-летнего мальчика, частично основываясь на истории Кампуш[81].
- 17 июня 2010 года немецкий кинопродюсер Бернд Айхингер объявил, что собирается экранизировать историю Кампуш. Он пригласил Кейт Уинслет на главную роль[82]. Однако в 2011 году Айхингер скончался, после чего начало съёмок перенесли на 2012 год[83]. Режиссёром стала Шерри Хорман[84]. На роль Наташи Кампуш была выбрана Антония Кэмпбелл-Хьюз, Вольфганга Приклопиля — Туре Линдхардт, Бригитты Сирни — Трине Дюрхольм. Премьера картины, названной «3096 дней», состоялась в 2013 году[85].